# 衛紹王
衛紹王（えいしょうおう）は、金の第7代皇帝。女真名は果繩（ガジェン）、漢名は允済（いんさい）、のち永済（えいさい）。殺害後に帝位を廃されたため、皇帝としての諡号はないが、即位前の衛王の位に復して「紹」と諡された。すなわち衛紹王とは「衛の紹王」である。
第5代皇帝の世宗の七男。同母兄は鄭王允蹈。同母弟は潞王允徳。

## 生涯
父の世宗の存命中に滕王に封じられ、甥の章宗により潞王・韓王、さらに承安2年（1197年）に衛王に封じられた。このころ、異母兄の宣孝太子胡土瓦（允恭、章宗の父）が皇帝位（顕宗）を追贈されたために避諱し、漢名を「永済」と改めた。
長身の美男子で質素な人物としての評価がある一方で、暗愚な一面も認められる。章宗の命によりモンゴルへの正使として、宗室の福興（承暉）を副使に従えてモンゴル平定直前のチンギス・カンの許へ赴いた際、果繩の容貌を見たチンギスは愚鈍であると言い放ち、わざと果繩を無視して副使の福興に対応し、謁見が終わると自らの幕舎に帰った。かつてない屈辱を受けた果繩は帰朝後、章宗に対して野粗で野蛮なモンゴル族を滅ぼすべきであると直訴している。
章宗が崩御する間際、6人の皇子を夭折させていた章宗は、親密で年齢が近い叔父である果繩を後継者に指名して崩御した。こうして果繩は皇帝に即位することとなった。
衛王即位の報を聞いたチンギスはそれを吉報とし、仇敵の金を滅亡させる好機であると考え、遠征の準備に着手した。なお、チンギスは衛王即位を聞いた際に「中国の皇帝は天上の人がなると思っていたが、衛王ごときでもなれるとは。あんな愚か者に何ができるか」と言って南に向かって唾を吐いた（金はモンゴル人たちから見れば南の方にあるため、それにあてつけたもの）と今に伝えられている。また、果繩もモンゴル軍の来襲に備え、準備を整えた。
大安3年（1211年）春、チンギスは本拠地に2000騎ほどを留め、残るモンゴル軍全軍を率いて金遠征に動き出した。騎兵の持つ長所を最大限に活用し、華北地方を縦横無尽に駆け回るモンゴル軍の侵攻に対して、果繩は有効な対策が取れずにいた。果繩は定薛将軍に命じてモンゴル軍侵攻の防御に当たらせたが、定薛を初め金軍は敗北、壊滅した。また遼の旧宗族（広義の皇族）であった契丹人の耶律留哥が自ら遼王と称してモンゴル軍に呼応し、謀反を起こしている。
至寧元年（1213年）8月、敗戦責任を追及されることを恐れた将軍胡沙虎の兵乱により、果繩は幽閉された。翌月に胡沙虎の命を受けた宦官の李思中によって、果繩は毒殺された。
政権を奪取した胡沙虎は海陵王の例に倣い、果繩の帝号の剥奪を計画した。朝廷内には果繩に同情的な勢力が存在することから、東海郡侯への降格が決められた。しかし胡沙虎が殺害された後の貞祐4年（1216年）、即位直前の衛王に復されて「紹」の諡号が追贈された。衛紹王の娘である哈敦（ハトン）公主は、帝位を継いだ従兄の宣宗の命で、モンゴルへと下嫁した。皇太子であった子の従恪は、父が毒殺された後も20年間幽閉され続けたが、天興3年（1234年）の金滅亡時にモンゴル軍によって処刑された。

## 宗室

### 妻妾
- 欽聖王后 徒単氏
- 袁貴妃

### 男子
（徒単氏の子）
- 梁王 従恪

（袁氏の子）
- 猛安（琚）
- 按出（瑄）
- 按辰（璪）

### 女子
- 岐国公主（哈敦）